# Gerard County
Gerard Maximin County (né le 15 décembre 1960 à Port-d'Espagne) est un ecclésiastique trinidadien, membre de la Congrégation du Saint-Esprit et évêque de Kingstown depuis 2015.

## Biographie
Gerard County est né à Port-d'Espagne le 15 décembre 1960. Il fait ses études primaires et secondaires à Woodbrook (en), puis travaille dans le secteur bancaire, en y occupant des postes de direction. Il entre au noviciat spiritain à Port-d’Espagne et prononce ses vœux temporaires le 9 septembre 1991. Il termine ses études philosophiques et théologiques au Séminaire Saint-Jean-Vianney et des Martyrs de l'Ouganda à Trinité-et-Tobago et est ordonné prêtre le 21 janvier 1996.
Après son ordination, il a été envoyé à la mission spiritaine au Mexique où il sert pendant dix-neuf ans dans divers ministères, y compris curé de la paroisse Saint David Roldán Lara (en) dans le Diocèse de Tampico, et supérieur provincial de Spiritains du Mexique. En octobre 2015 à la fin de son mandat de supérieur, il retourne à Trinité-et-Tobago comme membre de la communauté Notre-Dame de Fatima à Port-d’Espagne.
Il est nommé évêque de Kingstown le 22 décembre 2015 par le pape François et ordonné le 20 février 2016.